# Флэт (Аляска)
Флэт (англ. Flat) — покинутая статистически обособленная местность в зоне переписи населения Юкон-Коюкук, штат Аляска, США.

## География
По данным Бюро переписи населения США площадь населённого пункта составляет 417,2 км², из них суша составляет 417,2 км², а водные поверхности — 0 км². Расположен в 7 милях к юго-востоку от заброшенного города Идитарод.

## Население
По данным переписи 2010 года население Флэта составляет 0 человек. По данным прошлой переписи 2000 года население статистически обособленной местности составляло 4 человека (имелось 1 совместное хозяйство, 1 семья). Расовый состав: белые американцы — 100 %